# Горицкий Воскресенский монастырь
Гори́цкий Воскресе́нский монастырь — женский православный монастырь в селе Горицы Кирилловского района Вологодской области России.
Расположен на берегу реки Шексны, в 7 км от Кирилло-Белозерского монастыря. Памятник архитектуры федерального значения.

## Основание монастыря
Основан монастырь в середине XVI века княгиней Ефросиньей Старицкой, вдовой удельного князя Андрея Старицкого, родного дяди царя Иоанна IV Грозного.
К тому времени в Кириллове уже действовал монастырь, а в Горицах существовала деревянная Воскресенская оброчная церковь и Введенская ружная церковь. Княгиня Евфросиния заменила деревянную Воскресенскую церковь каменной, с приделом преподобного Кирилла Белозерского Чудотворца в 1544 году, именно эту дату и принято считать годом основания монастыря. Тогда же была построена новая тёплая церковь во имя Божией Матери Одигитрии с трапезной.
Сохранились имена игумений первых лет Горицкой обители: Анисия, Анастасия, София, Мариамиа, Анна (ум. в октябре 1569).

## Известные монахини
В 1563 году после доноса Ефросинья Старицкая была насильно пострижена в монахини под именем Евдокии и отправлена в основанный ею монастырь, и «поволи же ей государь устроити ествою и питьём и служебники и всякими обиходы по её изволению, и для береженья велел у неё в монастыре бытии Михаилу Ивановичу Колычеву да Андрею Фёдоровичу Щепотьеву да подьячему Андрею Шулепникову». Вместе с ней в монастыре под именем Александра жила Иулиания Дмитриевна, урождённая княгиня Палецкая, жена князя Юрия Васильевича, родного брата царя Ивана Васильевича.

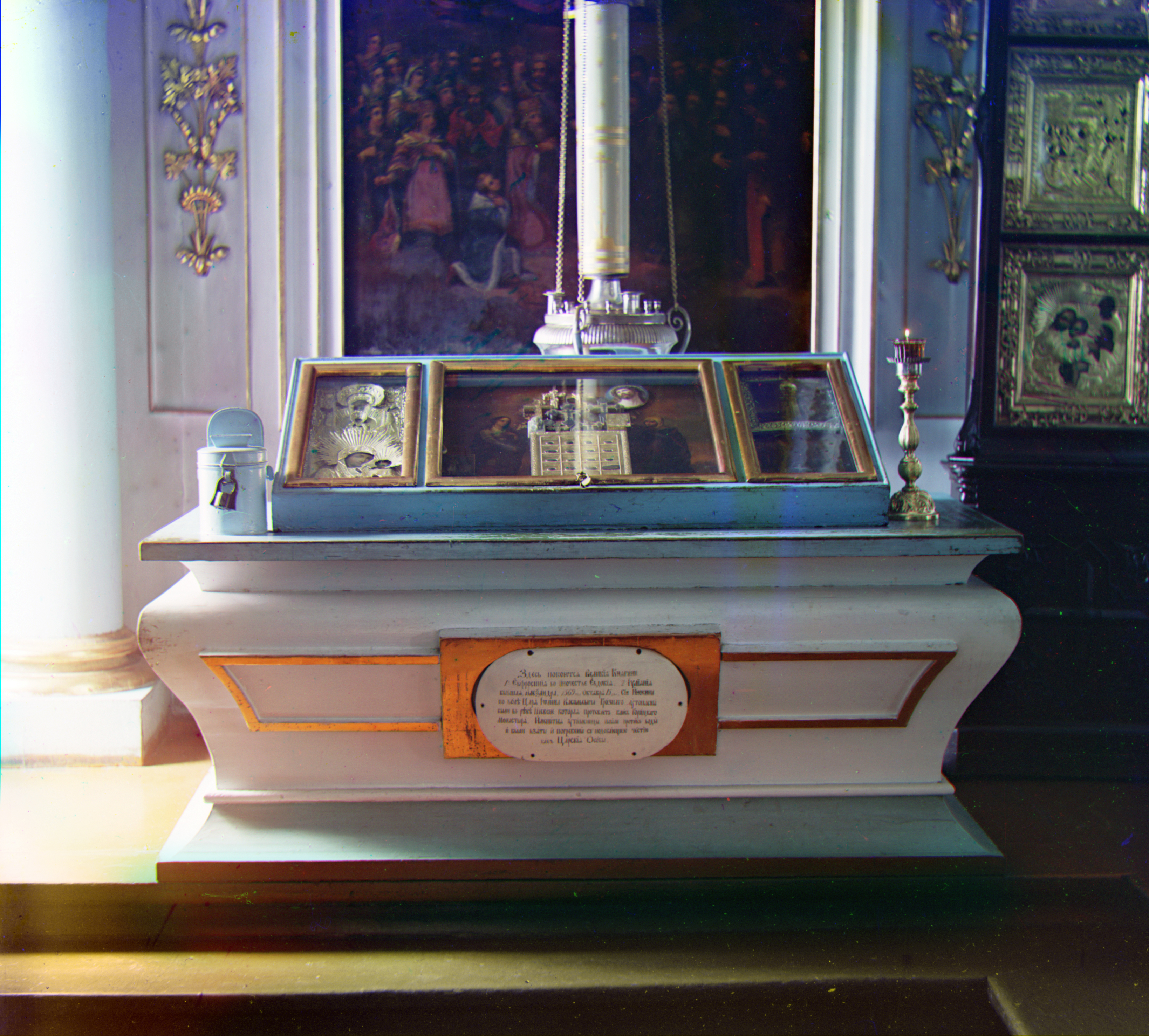
Рака с мощами Ефросиньи и Иулиании в Горицком монастыре
(фотография 1909 года)

В 1569 году вслед за расправой со Старицкими была убита и Ефросинья с сопровождавшими её монахинями и слугами. Существуют различные версии этого убийства. Согласно горицкой рукописи, опричники утопили в Шексне четырёх женщин: инокинь Евдокию, Марию, Александру и игуменью Анну. Тело Евдокии было погребено в Горицком монастыре, а после её канонизации останки стали почитаться как святые мощи. В 2007 году в монастыре были найдены два женских погребения, одно из которых, предположительно, принадлежит святой Ефросинье.
В 1575 году Иван Грозный заключил в монастырь под именем Дарьи свою четвёртую жену, Анну Колтовскую. Есть сведения, что часть своего более чем пятидесятилетнего монашества она провела в Горицах.
В 1591 году после убийства царевича Дмитрия мать его, Мария Нагая была сослана в Николовыксинскую пустынь, а затем в Горицкий монастырь под именем Марфы. В память об убитом сыне она возвела придел при Воскресенском соборе.
В 1606 году Лжедмитрий I выслал в Горицкий монастырь Ксению Годунову, дочь Бориса Годунова, там она была пострижена под именем Ольги.
В 1727 году, после опалы Александра Меньшикова, вместе с его семьёй 11 сентября была сослана и Варвара Арсеньева, а затем от Клина 15 октября она была отправлена под конвоем капитана Шушерина в Александров в Александро-Успенский девичий монастырь. Однако, после обнаружения в Москве подмётного письма в пользу Меньшикова и открытия в розыске попыток Варвары облегчить свою учесть через заступничество духовника царицы Евдокии, она была послана в Белозерский уезд, в Горицкий девичий монастырь и пострижена в монахини 29 мая при унтер-офицере Верёвкине иеромонахом Феофаном Талузским и наречена Варсонофией.
В 1739 году в монастырь была насильно привезена молодая знатная девушка. По мнению некоторых историков, это была Екатерина Долгорукова, несостоявшаяся жена императора Петра II.
В 1810 году обитель возглавила игуменья Маврикия, в миру Мария Ходнева (08.04.1778 — 18.07.1861), управлявшая ею в течение сорока пяти лет. При поддержке архимандрита Феофана Новоезерского, определённого в 1819 году благочинным Горицкого монастыря, она смогла поднять духовную иноческую жизнь и внешнее благосостояние обители.
При игуменье Маврикии были пострижены монахини, проявившие себя в будущем великими подвижницами:
Феофания, в миру Александра Сергеевна Готовцова, (15.02.1787 — 16.05.1866) и Варсонофия, в миру Мария Никитична Крымова, (30.06.1800 — 02.02.1866). В 1845 году Феофания была назначена игуменьей Воскресенского Новодевичьего монастыря, возобновляемого в Санкт-Петербурге. Помощницей её в 20-летних трудах стала Варсонофия.

## Здания монастыря

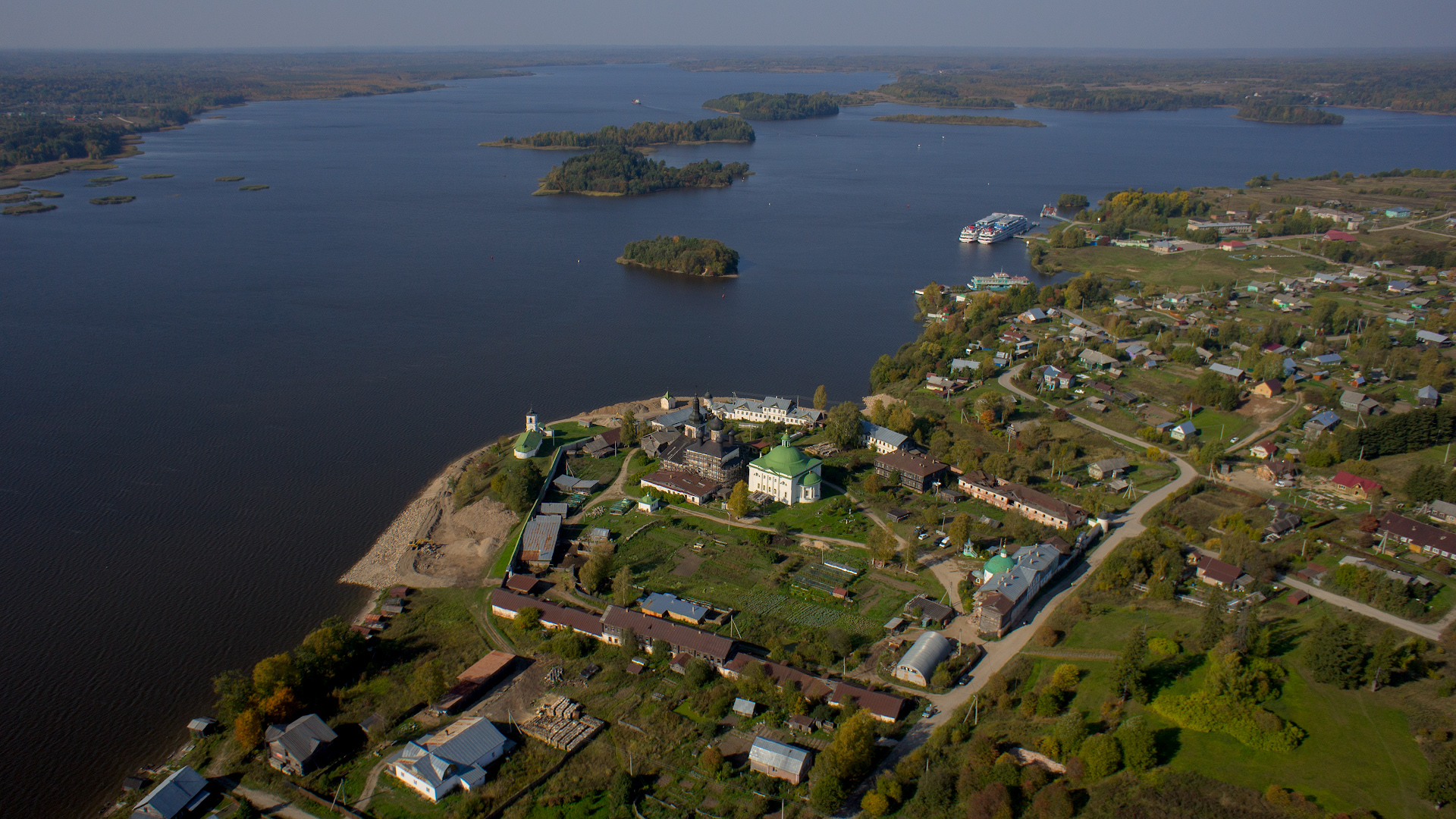
Горицкий монастырь с высоты птичьего полёта

На территории монастыря расположены 3 каменных церкви и несколько жилых и хозяйственных построек. Много помещений расположено в монастырских стенах, а также за их пределами.

### Воскресенский собор
Двухэтажный каменный Воскресенский собор построен в 1544 году на средства Андрея Старицкого и его жены Евфросиньи на месте бывшей деревянной церкви. В 1611 году инокиня Марфа построила над ней квадратную колокольню с четырьмя просветами для колоколов. В XVIII веке колокольня была полностью перестроена.
В настоящее время собор не действует и нуждается в значительной реставрации.

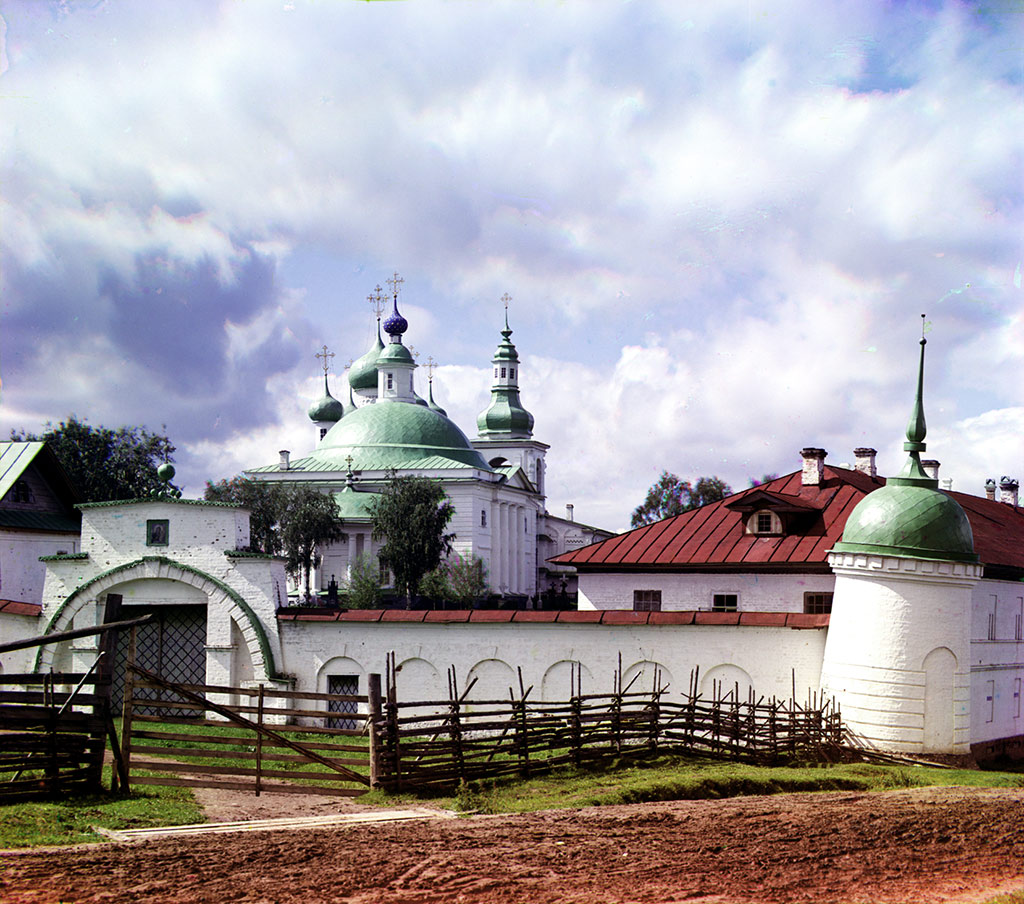
Троицкий собор. Фото Прокудина-Горского, 1909

### Троицкий собор
В 1821 году при игуменье Маврикии Ходневой с восточной стороны Воскресенской церкви на месте погребения княгини-инокини Евдокии и Александры вместо деревянной часовни был построен каменный трёхпрестольный тёплый храм в честь святой Троицы.
В советское время в соборе располагался сельский Дом культуры. Ныне собор восстановлен и освящён в 2016 году.

### Покровская церковь
В 1832 году на средства княжны Хованской, в схиме Параскевы, построена каменная, тёплая, двухэтажная Покровская церковь. Она находится в ограде с восточной стороны монастыря.
В советское время в церкви располагались палаты дома инвалидов, а некоторое время — контора совхоза. В 2003 году после реставрации она стала главной монастырской церковью.

### Монастырские стены
Монастырь обнесён каменной стеной с башенками в углах. В стене расположены жилые, гостиничные и больничные корпуса, Покровская церковь, хозяйственные помещения, подвалы с ледниками. Ледники использовались вплоть до 2 половины XX века. С 3 сторон в стенах есть ворота. Главные «Святые ворота» выходят на берег Шексны.

### Монастырский водопровод
При игуменье Маврикии в монастыре был устроен водопровод (прежде воду брали из реки). Источник воды был найден за пределами монастыря, в поле, откуда были проведены трубы в специально устроенную рядом с Воскресенской церковью каменную часовню, а также ко всем монастырским службам. Над самим колодцем построена деревянная часовня в честь Тихвинской Божией Матери, в день празднования которой, 26 июня, был найден источник.
Водопровод действует и сейчас.

### Здания внутри монастыря
К Воскресенской церкви примыкает одноэтажное каменное здание, использовавшееся как трапезная и кухня.
В XIX — начале XX века в монастыре было построено несколько деревянных зданий, использовавшихся как жилые корпуса и мастерские. После закрытия монастыря эти здания использовались как жилые.

### Введенская церковь
Введенская церковь расположена с западной стороны монастыря на высоком берегу Шексны. Церковь принадлежала сельской общине, рядом с ней располагалось кладбище.
Действовала она в советское время дольше других, до ареста 25 сентября 1937 года служившего в ней иеромонаха Аверкия (Полицына) (расстрелян 30 октября того же года) (официально закрыта в 1941 году). Потом в ней располагался гараж, для чего в стене церкви были прорублены ворота. В 1990-х годах силами местной общины, добровольцев и местных жителей было начато восстановление церкви, в 1993 году в ней прошла первая служба, в 2000 году церковь была передана монастырю.

### Здания за пределами монастырских стен
В 1905 году при игуменье Адриане были построены монастырская пристань и каменная часовня в честь Иоанна Предтечи напротив северо-западного угла монастыря.
Также за пределами монастыря располагались деревянные хозяйственные помещения, скотные дворы, кладовые и т. д.

### Кладбище
В 1888 году с восточной стороны монастыря, на крутой горе устроено монастырское кладбище и часовня при нём.
В XX веке кладбище, как и саму гору, стали называть «Старым кладбищем».

## Монастырь в XX—XXI веках
После революции на базе монастыря была организована сельхозартель «Колос», в которой работали монахини. В 1932 году монастырь был закрыт. Монахини разошлись по окрестным деревням. В 1937 году многие из них, включая 70-летнюю игуменью Зосиму (Рыбакову), были арестованы и расстреляны.
После войны в монастыре располагался Дом инвалидов. 30 августа 1960 года комплекс построек монастыря поставлен под государственную охрану, как объект культурного наследия союзного значения. После его закрытия монастырь был передан музею. Была начата реставрация, но выделяемых средств было недостаточно. В 1990-х годах было начато восстановление сельской Введенской церкви, позже переданной монастырю. 6 октября 1999 монастырь был официально признан действующим.
В монастыре постоянно живут 10—20 насельниц. Монастырь посещают паломники и туристы, число которых резко увеличивается летом, когда открываются туристические водные маршруты. Настоятельница монастыря — игумения Тавифа (Федорова).
В мае 2015 года обвалилась часть стены XVI века со стороны озера.

## Настоятельницы
- Памфилия (Коротнева) (1714—1727)[21]
- Маргарита (…—1811)[22]
- Маврикия (Ходнева) (1811—1855)
- Арсения (Клементьева) (1855—1863)
- Филарета (Сыромятникова) (1863—1885)
- Нила (Ускова) (1885—1895)
- Арсения (Корчагина) (1895—1904)
- Адриана (Свешникова) (1904—1910)
- Асенефа (Корчагина) (1910—1920)
- Зосима (Рыбакова) (14.10.1920 — 14.10.1937)[23]
- Евфалия (Лебедева) (1999 — 7 марта 2018)
- Тавифа (Фёдорова) (с 29 декабря 2022 года[24], и. о. с 7 марта 2018)